# Lítium-hidrid
| Lítium-hidrid                                                                                                   |                                                            |
| A lítium-hidrid kristályrácsának részlete – kalotta-modell                                                      |                                                            |
| |                                                            |
| Kémiai azonosítók                                                                                               |                                                            |
| CAS-szám | 7580-67-8                                                  |
| PubChem | 62714                                                      |
| ChemSpider | 56460                                                      |
| EINECS-szám | 231-484-3                                                  |
| RTECS szám | OJ6300000                                                  |
| InChIKey | SRTHRWZAMDZJOS-UHFFFAOYSA-N                                |
| UNII | 68KF447EX3                                                 |
| Kémiai és fizikai tulajdonságok                                                                                 |                                                            |
| Kémiai képlet                                                                                                   | LiH                                                        |
| Moláris tömeg                                                                                                   | 7,95 g/mol                                                 |
| Megjelenés | színtelen vagy szürkés színű szilárd anyag                 |
| Sűrűség | 0,82 g/cm³, szilárd                                        |
| Olvadáspont | 692 °C                                                     |
| Oldhatóság (vízben)                                                                                             | reagál                                                     |
| Kristályszerkezet                                                                                               |                                                            |
| Kristályszerkezet                                                                                               | fcc (NaCl-típusú)                                          |
| Termokémia |                                                            |
| Std. képződési entalpia ΔfHo298                                                                                 | −11,39 kJ/g                                                |
| Hőkapacitás, C                                                                                                  | 3,51 J/(g·K)                                               |
| Veszélyek |                                                            |
| MSDS | ICSC 0813                                                  |
| EU osztályozás                                                                                                  | Tűzveszélyes (F), Maró (C)                                 |
| EU Index | nincs listázva                                             |
| NFPA 704 | 2 3 2 W                                                    |
| R mondatok | R14-R34                                                    |
| S mondatok | S16-S26-S27-S36/37/39                                      |
| Öngyulladási hőmérséklet                                                                                        | 200 °C                                                     |
| Rokon vegyületek                                                                                                |                                                            |
| Azonos anion | nátrium-hidrid kálium-hidrid rubídium-hidrid cézium-hidrid |
| Rokon vegyületek                                                                                                | lítium-borohidrid lítium-alumínium-hidrid                  |
| Ha másként nem jelöljük, az adatok az anyag standardállapotára (100 kPa) és 25 °C-os hőmérsékletre vonatkoznak. |                                                            |

A lítium-hidrid szervetlen vegyület, képlete LiH. Színtelen, szilárd anyag, bár a kereskedelemben kapható minták szürke színűek. A sószerű, vagyis ionos hidridekre jellemzően olvadáspontja magas, és nem oldódik olyan oldószerben, amellyel nem reagál. Standard fajlagos hőkapacitása 29,73 J/mol·K, hővezetőképessége az összetételtől és nyomástól függően változik (400 K-en legalább 10-től 5 W/m·K-ig), és a hőmérséklettel csökken. 8-nál valamivel kisebb molekulatömegével a legkönnyebb ionvegyület.

## Szintézise és reakciói
Fémlítium és hidrogéngáz magas hőmérsékleten végzett reakciójával állítják elő:
2 Li  +  H2  →  2 LiH
Vízzel és más protikus anyagokkal szemben rendkívül reakcióképes:
LiH  +  H2O  → LiOH  +  H2
Általában nem hidriddonor redukálószer, leszámítva egyes félfémek hidridjének szintézisét. A szilánt például lítium-hidrid és szilícium-tetraklorid reakciójával állítják elő a Sundermeyer-eljárás szerint:
4 LiH  +  SiCl4   →   4  LiCl  +  SiH4
A LiH hidrogéntartalma valamennyi hidrid közül a legmagasabb, a NaH-ének háromszorosa. Időnként a hidrogéntárolás megoldása kapcsán felé fordul az érdeklődés, de alkalmazását mindezidáig gátolja a vegyület nagyfokú stabilitása: a H2 eltávolításához ugyanis magas, a 700 °C-os szintézisét jóval meghaladó hőmérséklet szükséges. A LiH-et egyszer kipróbálták egy rakétamodell üzemanyagaként.

## Felhasználása

### Fémhidrid komplexek előállítása
Számos, a szerves kémiai szintézisekben használt reagens – például lítium-alumínium-hidrid (LiAlH4) és lítium-borohidrid (LiBH4) – előállítására felhasználják. Trietilboránnal reagáltatva lítium-trietilborohidrid (LiBHEt3, „szuperhidrid”) keletkezik.

### Magkémia és magfizika
Atomreaktorokban mind hűtőközegként, mind árnyékolásként felhasználják.

#### Lítium-deuterid
A lítium-6 és a hidrogén-2 (vagyis a deutérium) izotópok felhasználásával létrejött lítium-6-deuterid (képlete 6Li2H vagy 6LiD) a termonukleáris fegyverek magfúziós üzemanyaga. A Teller–Ulam rendszerű robbanófejekben hasadási bomba melegíti fel és nyomja össze a 6LiD töltetet, melyből az erős neutronsugárzás hatására exoterm reakcióban trícium keletkezik. A deutérium és trícium (a hidrogén izotópjai) ezután magfúziós reakcióban hélium-4-gyé alakulnak egy neutron és 17,59 MeV energia felszabadulása közben.
A Castle Bravo fedőnevű kísérleti nukleáris robbantás előtt úgy gondolták, hogy gyors neutronok hatására csak a ritkább lítium-6 izotóp alakul tríciummá, azonban kiderült, hogy a gyakoribb lítium-7 is hasonló átalakulást szenved, noha ez endoterm folyamat. Ennek eredményeként a vártnál háromszor több trícium keletkezett és jóval nagyobb energia szabadult fel.

## Veszélyek
Mint fentebb tárgyaltuk, a LiH vízzel robbanásszerűen reagál, melynek során hidrogéngáz és korrozív LiOH keletkezik.

## Fordítás
Ez a szócikk részben vagy egészben a Lithium hydride című angol Wikipédia-szócikk ezen változatának fordításán alapul.  Az eredeti cikk szerkesztőit annak laptörténete sorolja fel. Ez a jelzés csupán a megfogalmazás eredetét és a szerzői jogokat jelzi, nem szolgál a cikkben szereplő információk forrásmegjelöléseként.

## Külső hivatkozások
- Compounds of lithium: Lithium (I) Hydride
- http://yosemite.epa.gov/oswer/CeppoEHS.nsf/firstaid/7580-67-8?OpenDocument Archiválva 2004. november 12-i dátummal a Wayback Machine-ben
- University of Southampton, Mountbatten Centre for International Studies, Nuclear History Working Paper No5.